# Affinity (film)
Affinity è un film britannico del 2008 diretto da Tim Fywell e sceneggiato da Andrew Davies. L'opera è un adattamento televisivo del romanzo omonimo del 1999 scritto da Sarah Waters (in italiano intitolato Affinità).
In Italia il film è stato distribuito per la prima volta dal Milano Lesbian e Gay Film Festival il 9 giugno 2009.

## Trama
L'opera è ambientata nell'Inghilterra vittoriana; la mistica Selina Dawes si ritrova nella prigione londinese di Millbank. Le circostanze che l’hanno portata in prigione possono definirsi molto peculiari, cosa che non può essere detta per Margaret Prior, una giovane donna di ceto alto, colpita dalla morte del padre e ancora molto sofferente per la cosa, che ha deciso di donare il suo tempo come volontaria nell'ambito della carità. Margaret vuole essere un esempio per le carcerate. Inizialmente dubbiosa a proposito dei poteri soprannaturali di Selina, dopo una sequenza di strani eventi, si convince della sua innocenza. Col passare del tempo, mentre viene ideato un piano per far uscire dalla prigione Selina, la repressa passione di Margaret per lei viene a galla causandole una forte depressione.

## Riconoscimenti
Il film è stato candidato ai GLAAD Media Awards 2009 nella categoria miglior film per la televisione.